# San Juan y Martínez
Pour les articles homonymes, voir San Juan et Martínez.
San Juan y Martínez est une ville et une municipalité de Cuba dans la province de Pinar del Río.

## Géographie

### Situation, présentation
La ville de San Juan y Martínez, dans l'ouest de l'île de Cuba, est située à 
188 km sud-ouest de La Havane 
et 25 km sud-ouest de sa capitale de province Pinar del Río. 
Au sud, la municipalité borde la baie de Cortés, qui ouvre sur le golfe de Batabanó (mer des Caraïbes).

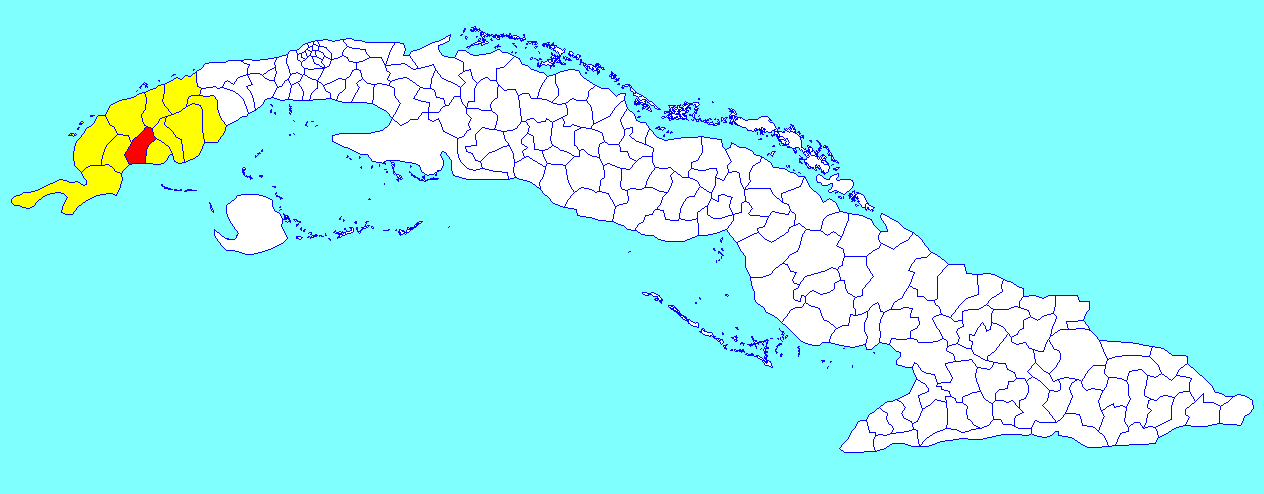
Municipalité de San Juan y Martínez dans la province de Pinar del Río

### Divisions administratives
La municipalité inclut neuf consejos populares :
- Urbano
- Vivero
- Hermanos Saíz
- Punta de Cartas
- Galope
- Boca de Galafre
- Campo Hermoso
- El Cafetal
- Río Seco

## Population
En 2022 la population de la municipalité est estimée à 42 109 habitants. Pour une surface de 408,2 km2, la densité est de 103,2 habitants/km².